# Xanabad
Xanabad vagy Khanabad (örmény nyelven: Խանաբադ) falu és község Azerbajdzsán Askeran tartományában.

## Leírása
A korábban többségében örmény lakosságú település a szovjet időszakban a Hegyi-Karabah Autonóm Terület Askeran körzetének része volt.
Népessége a 2015-ös adatok szerint 1042 fő volt.
Lakossága főként mezőgazdasággal és állattenyésztéssel foglalkozik. 

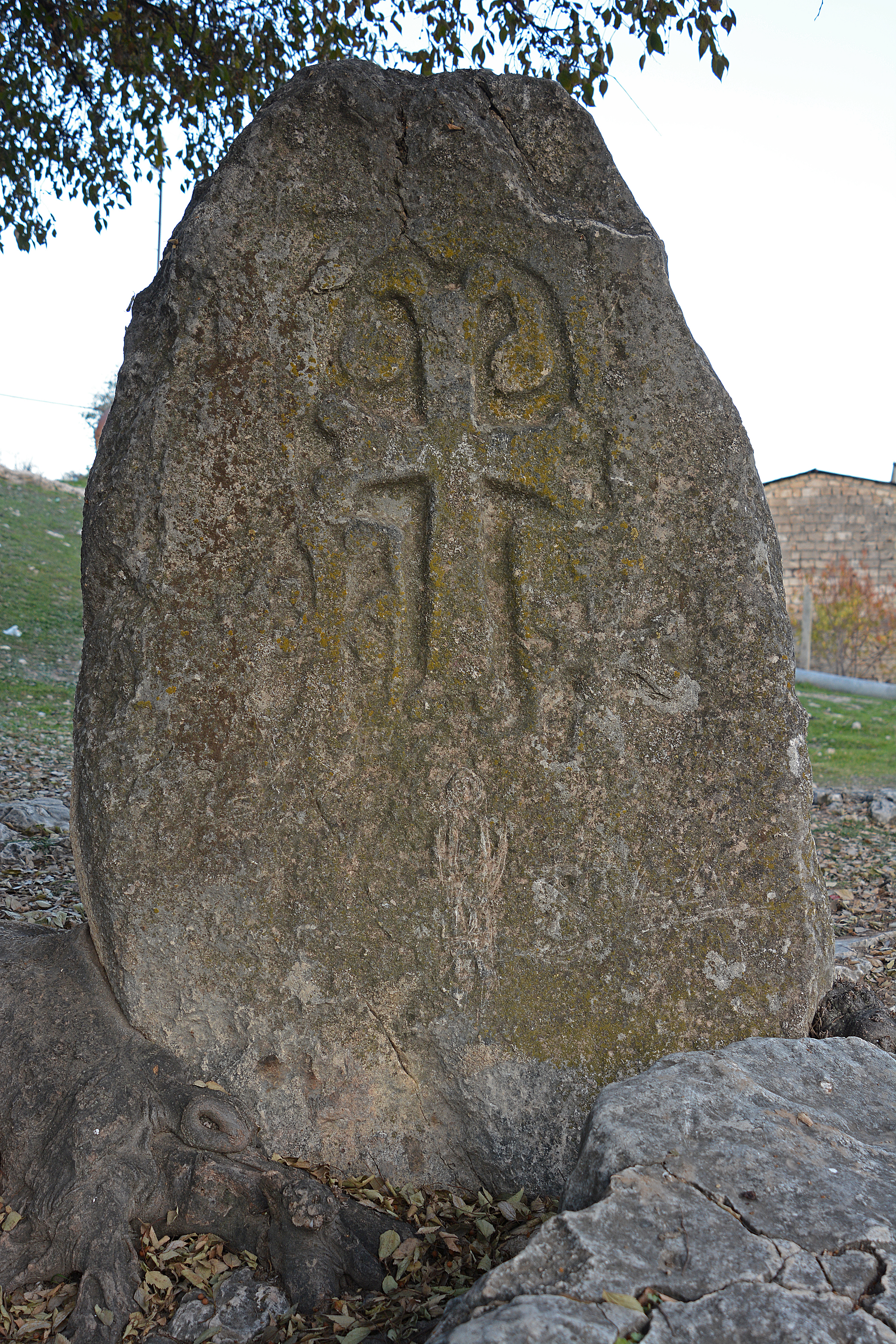
Örmény kacskar Xanabadból

## Nevezetességek
A falu és környéke több történelmi örökségeket is őriz:
- Egy 12. és 17. század közötti időkből való közeli romos falu Jrver (örményül: Ջրվեր).
- Verin Ghlijbagh (örményül: Վեջthրիի).
- Örmény kacskar (emlékkő díszes vésettel, általában kereszt formában)  a 9–13. század közötti időkből Xanabadtól nyugatra.
- 1224-ben épült kápolna, Mets Nan (örményül: Մեծ նան) középkori barlangszentélye.
- Szent Astvatsatsin-templom a 19. századból.